# Niculcea, Botoșani
Niculcea este un sat în comuna Havârna din județul Botoșani, Moldova, România. Niculcea se află în  partea central-nordică a județului județul Botoșani,  în Câmpia Moldovei.